# Ulica Napoleona Cybulskiego w Krakowie
Ulica Napoleona Cybulskiego – ulica w Krakowie, w dzielnicy I Stare Miasto, na Piasku.
Łączy ulicę Wenecja z ulicą Garncarską. Jest jednojezdniowa.

## Historia
Ulica została w obecnym kształcie wytyczona została pod koniec lat trzydziestych XX wieku i początkowo nosiła nazwę ulica Garncarska Boczna.
W 1951 roku Rada Miasta Krakowa nadała ulicy obecną nazwę dla upamiętnienia Napoleona Cybulskiego, polskiego fizjologa, współodkrywcy adrenaliny, jednego z twórców endokrynologii.

## Zabudowa
- ul. Napoleona Cybulskiego 6 – kamienica. Projektował Stefan Świszczowski, 1938–1939.
- ul. Napoleona Cybulskiego 8 – kamienica. Projektował Samuel Marber, 1939.
- ul. Napoleona Cybulskiego 10 – kamienica. Projektował Kazimierz Kulczyński, 1938–1939.
- ul. Napoleona Cybulskiego 12 – kamienica. Projektował Stanisław Wexner, Henryk Jakubowicz, 1938–1939.
- ul. Napoleona Cybulskiego 14 (ul. Wenecja 19) – kamienica.

Opracowano na podstawie źródła: Gminnej ewidencji zabytków – Kraków.